# Marcello Lippi
Marcello Romeo Lippi (Viareggio, 12 aprile 1948) è un ex calciatore e allenatore di calcio italiano, di ruolo difensore.
Cinque volte campione d'Italia con la Juventus nei due periodi in cui l'allenò (1994-1999 e 2001-2004), fu commissario tecnico della nazionale italiana dal 2004 al 2006 e dal 2008 al 2010, conducendola alla vittoria della Coppa del Mondo FIFA 2006, dopo la quale divenne il primo allenatore nella storia del calcio ad avere vinto le massime competizioni internazionali a livello di nazionali (campionato mondiale) e club (Coppa Intercontinentale nel 1996 con la Juventus), condividendo tale primato con l'ex CT della nazionale spagnola ed ex allenatore del Real Madrid, Vicente del Bosque.
È stato anche il primo allenatore a raggiungere, nel 2008, 31 partite consecutive senza subire sconfitte a cavallo tra le sue due esperienze come commissario tecnico della nazionale, superando il precedente record di Vittorio Pozzo (30) ed eguagliando il record mondiale appartenente ex aequo ad Alfio Basile e Javier Clemente (record superato nel 2021 da Roberto Mancini). È inoltre, con Fabio Capello e Zinédine Zidane, uno dei tre tecnici ad aver raggiunto tre finali consecutive di UEFA Champions League (dal 1996 al 1998).
Riconosciuto migliore allenatore dall'Associazione Italiana Calciatori (1997, 1998, 2003), dall'UEFA (1997-98), allenatore e CT dell'anno dall'International Federation of Football History & Statistics (1997, 1998, 2006); inserito dal quotidiano britannico The Times nella lista dei cinquanta migliori allenatori della storia del calcio stilata nel 2007 e, sei anni dopo, dall'emittente televisiva statunitense ESPN nella classifica dei venti più grandi allenatori. Introdotto nella Hall of Fame del calcio italiano nel 2011.
Nel 2013 Lippi diventò il primo allenatore al mondo ad avere vinto le massime competizioni internazionali organizzate da almeno due Confederazioni, dopo i trionfi in UEFA Champions League nel 1995-1996 (Juventus) e in AFC Champions League nel 2013 (Guangzhou Evergrande); un primato eguagliato da Luiz Felipe Scolari.

## Biografia
È sposato dal 1974 con Simonetta. La coppia ha due figli: Stefania e Davide. Quest'ultimo, dopo avere tentato la carriera da calciatore, è divenuto procuratore sportivo.

## Caratteristiche tecniche
Salito alla ribalta da calciatore nel ruolo di libero, da allenatore si è affermato ai massimi livelli come «assertore di un calcio vigoroso, offensivo e fedele alla zona», miscelando tradizione e modernità tra vecchio gioco all'italiana e innovazioni dell'epoca sacchiana.

## Carriera

### Giocatore

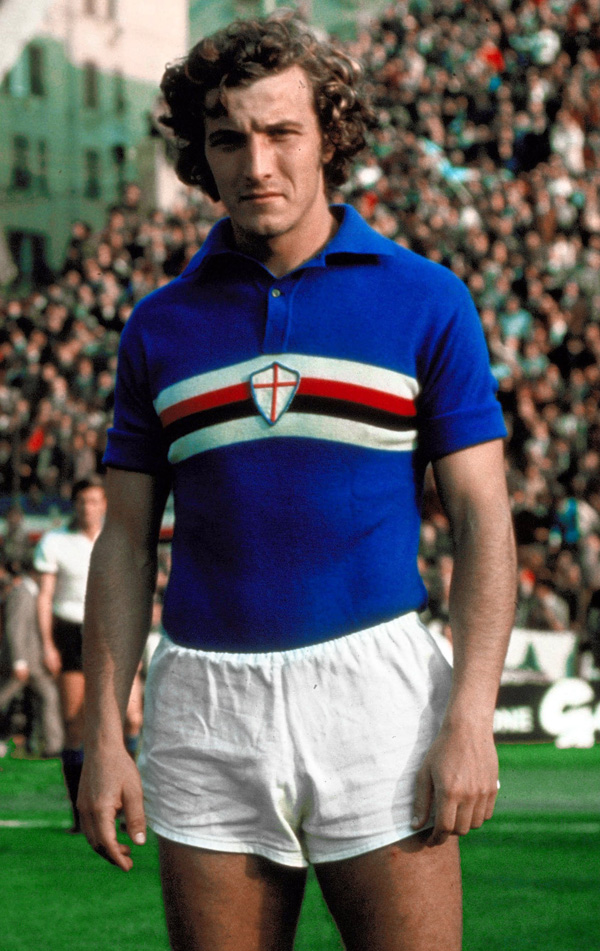
Lippi alla Sampdoria, di cui fu baluardo difensivo per tutti gli anni 70.

Cresciuto nella Stella Rossa di Viareggio, squadra della sua città, nel 1969 è acquistato dalla Sampdoria che lo manda subito in prestito ai corregionali del Savona, con cui a ventuno anni debutta tra i professionisti in Serie C. Tornato a Genova dopo una stagione, esordisce in Serie A nel 1970 grazie a Fulvio Bernardini, tecnico che, per la «capacità di imporre la sua personalità senza annullare quella degli altri», sarà uno dei riferimenti di Lippi nella successiva carriera in panchina.
Veste la divisa blucerchiata per le successive nove stagioni, divenendo capitano e uno dei punti fermi dell'undici doriano degli anni 70, con cui milita stabilmente in A eccetto per due tornei tra i cadetti; con 239 partite, è al dodicesimo posto tra i sampdoriani più presenti in gare di campionato.
Nell'estate del 1979, all'età di trentuno anni, torna in Toscana e scende di categoria accasandosi alla Pistoiese, contribuendo nella stagione 1979-1980 alla storica promozione degli arancioni in massima serie a girone unico. Dopo un'altra stagione a Pistoia, chiusa con la retrocessione in Serie B, conclude la carriera agonistica nel 1982 alla Lucchese, in Serie C2.

### Allenatore

#### Gli inizi
Intraprende la carriera da allenatore nel 1982, nelle giovanili della Sampdoria. La sua prima squadra professionistica è il Pontedera, in Serie C2, con cui nel 1986 raggiunge la finale della Coppa Anglo-Italiana, persa contro il Piacenza. L'anno successivo siede sulla panchina del Siena, in Serie C1, da cui viene esonerato dopo pochi mesi a seguito di risultati negativi e contestazioni da parte della tifoseria senese.
Nel corso della stagione 1987-1988 allena la Pistoiese, in C2, liberandosi dagli arancioni dopo un anno a causa di traversìe finanziarie che portano al fallimento del club; il campionato seguente va alla Carrarese, in C1.
A fine annata il presidente del Cesena, Edmeo Lugaresi, lo sceglie per guidare la compagine romagnola, con cui Lippi debutta in Serie A, affiancato in panchina dalla bandiera bianconera Giampiero Ceccarelli; il campionato si conclude con la salvezza e, per la sua fisionomia, i tifosi soprannominano il tecnico "Paul Newman". Nel torneo seguente la compagine cesenate fatica e Lippi subisce il secondo esonero della sua carriera. Nel 1991 passa ad allenare la Lucchese, a fine stagione ottava in Serie B.

#### Atalanta, Napoli

Lippi tecnico dell'Atalanta nel campionato 1992-1993.

Nella stagione 1992-1993 gli viene affidata la panchina dell'Atalanta, in Serie A. Dopo avere sorprendentemente chiuso il girone di andata al terzo posto, l'annata a Bergamo si conclude all'ottavo posto in classifica, all'epoca tra i migliori piazzamenti della provinciale orobica dal secondo dopoguerra, mancando per un punto la qualificazione alle coppe europee.
Il rapporto con i nerazzurri si chiude a fine campionato, a causa di sopravvenute divergenze con la società. Ottavio Bianchi, general manager del Napoli, la stagione successiva decide di affidargli la panchina dei partenopei. In una difficile situazione ambientale dettata da problemi economici in seno alla società campana, l'allenatore raggiunge sesto posto in classifica e qualificazione in Coppa UEFA.

Lippi sulla panchina del Napoli nel campionato 1993-1994.

Nell'unica stagione trascorsa a Napoli, Lippi schiera titolari due promesse del vivaio napoletano, il portiere Taglialatela e il ventunenne difensore Fabio Cannavaro – futuro capitano di quell'Italia che lo stesso tecnico toscano porterà, nel 2006, al quarto titolo mondiale –: «mi ero accorto delle sue qualità già durante il ritiro estivo [...] In campionato partimmo male, con due sconfitte. La difesa non mi convinceva e decisi di cambiare, inserendo Fabio in pianta stabile al centro: era giovane, ma non ci voleva molto a capire che sarebbe diventato un campione. Giocò la prima partita e non perse più il posto».

#### Juventus
A seguito dei positivi risultati raggiunti nel precedente biennio, nell'estate del 1994 Lippi è chiamato per la prima volta da un grande club, la Juventus, raccogliendo l'eredità del totem bianconero Giovanni Trapattoni. L'ingaggio arriva in coincidenza con l'insediamento a Torino della nuova Triade dirigenziale Bettega-Giraudo-Moggi, sotto la supervisione di Umberto Agnelli; il cambio ai vertici della società porta a un corposo rinnovamento della rosa e, complice anche una guida tecnica fin lì a digiuno di esperienza in un ambiente di vertice, nei pronostici della vigilia sono in pochi a credere nella possibilità di una stagione ad alti livelli da parte della Vecchia Signora, dal 1986 lontana dallo scudetto.
Lippi schiera il 4-3-3 con un robusto centrocampo, sorretto dai neoacquisti Sousa e Deschamps, a supporto di un attacco che dietro ai confermati Baggio, Ravanelli e Vialli – Lippi punterà fortemente sulla voglia di riscatto di quest'ultimo, reduce da un biennio anonimo – vede un giovane Del Piero.

Lippi alla guida della Juventus, al termine del vittorioso campionato 1994-1995

Dopo l'iniziale rodaggio, l'impostazione tattica dell'allenatore dà presto i suoi frutti e, al termine della stagione, arriva il titolo di campione d'Italia che i bianconeri inseguivano da nove anni; per la Juventus è il ventitreesimo scudetto, per Lippi è il primo trionfo della carriera: «quando sono arrivato per la prima volta alla Juve c'era Umberto: l'Avvocato mi ha chiamato per darmi il benvenuto, poi non l'ho più sentito per sei mesi. Disse che la Ferrari aveva più possibilità di vincere il Mondiale che la Juve di vincere il campionato: quando vincemmo lo scudetto mi chiese scusa per quella frase».
È l'inizio di un quadriennio di successi in Italia e in Europa, segnato da elementi quali Zidane, Davids, Vieri, Inzaghi, che si conclude nel 1998 con altri due scudetti, una Coppa Italia – per il double nazionale del 1995 –, due Supercoppe italiane, una UEFA Champions League, una Supercoppa UEFA, una Coppa Intercontinentale. Dal 1996 al '98 Lippi affianca il connazionale Fabio Capello come i soli tecnici capaci di portare una squadra a tre finali consecutive della rinnovata Champions, un filotto europeo iniziato dal viareggino nel '95 con un'altra finale, in quel caso di Coppa UEFA.

Lippi (al centro) con la squadra bianconera nel precampionato 1996-1997

Il primo ciclo lippiano della squadra piemontese – che rimarrà tra i migliori nella storia della disciplina, in virtù delle innovazioni portate in fase offensiva e di un atteggiamento tattico allora inedito nel resto del continente – si conclude bruscamente nel febbraio del 1999, in anticipo di qualche mese sul suo comunque già annunciato addio alla panchina bianconera: nel punto più basso di un campionato negativo, Lippi rassegna le dimissioni dopo una sconfitta interna 2-4 col Parma.

#### Inter
Dopo quasi un lustro alla Juventus, per il campionato 1999-2000 Lippi accetta l'offerta dell'Inter dove, nonostante una rosa che annovera, tra gli altri, Ronaldo, Roberto Baggio e Christian Vieri (questi ultimi due già allenati dal tecnico toscano ai tempi della Juventus), non riesce a replicare i successi ottenuti in bianconero: in poco più di una stagione a Milano raggiunge solo le finali di Coppa Italia e di Supercoppa italiana, sconfitto in entrambe le occasioni dalla Lazio. Trova ostile l'ambiente nerazzurro, abituato a considerarlo di fatto un avversario, e in particolare risulta problematico il rapporto con Baggio, col quale già non si era ben lasciato negli anni juventini, e che alla Pinetina finisce per logorarsi definitivamente.

Da destra: Lippi nel 1999, durante il suo breve interregno sulla panchina dell'Inter, qui nel precampionato con i giocatori Blanc, Peruzzi e Vieri.

Al termine di una stagione incolore, Lippi chiede la risoluzione del contratto al presidente Massimo Moratti; questi inizialmente rifiuta, per poi esonerarlo comunque dopo la prima partita del campionato 2000-2001, una sconfitta per 2-1 sul campo della Reggina: celebre lo sfogo dell'allenatore viareggino nel postgara, dove accusa i giocatori di scarso impegno. La squadra già veniva da una cocente quanto inaspettata eliminazione nei preliminari di UEFA Champions League per mano dei modesti svedesi dell'Helsingborg.

#### Ritorno alla Juventus
Nell'estate del 2001 Lippi torna sulla panchina della Juventus, reduce da un biennio avaro di successi. La seconda avventura in bianconero parte in salita per il tecnico toscano, che non riesce a trovare subito la quadra di un undici ancora una volta, come nel '94, rivoluzionato da un mercato che ha visto la cessione di Zidane e la difficile integrazione di Buffon, Thuram e Nedvěd: proprio il lavoro tattico svolto da Lippi nei primi mesi di campionato sul calciatore ceco, reinventato come trequartista, è uno dei punti di svolta della stagione che vede i piemontesi inseguire e superare la capolista Inter all'ultima giornata.

Lippi (al centro) nell'estate 2001, all'inizio del suo secondo ciclo juventino

È il ventiseiesimo scudetto della Juventus – passato agli annali come quello del «5 maggio» –, cui segue dodici mesi dopo una nuova affermazione tricolore, in una stagione aperta dalla vittoria nella Supercoppa italiana e chiusa dall'amaro epilogo in Europa dove la squadra di Lippi, alla sua quarta finale di UEFA Champions League raggiunta da tecnico, è sconfitta ai rigori dai connazionali del Milan. È questo il periodo in cui l'allenatore viareggino ottiene uno dei suoi migliori risultati tattici, con l'esterno offensivo Zambrotta che sotto la sua gestione, prima in maglia juventina e poi con quella italiana, arretra stabilmente a terzino, ruolo in cui si afferma tra i migliori interpreti della sua generazione.
Al termine dell'annata 2003-2004, chiusa al terzo posto in campionato, si consuma il definitivo (e preannunciato) addio di Lippi ai bianconeri, condotti sino alla finale di Coppa Italia, persa contro la Lazio. Alla Juventus il tecnico viareggino mette assieme un totale di otto stagioni, 405 partite e 13 trofei tra nazionali e internazionali, per uno dei cicli più vincenti nella storia del club; con 227 partite vinte è tuttora il terzo allenatore con più vittorie sulla panchina bianconera, dietro a Giovanni Trapattoni e Massimiliano Allegri.

#### Nazionale italiana

##### 2004-2006

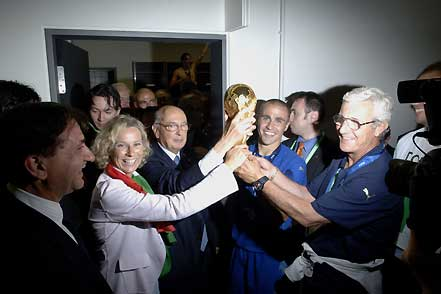
Lippi, assieme al presidente Giorgio Napolitano, al ministro Giovanna Melandri e al capitano azzurro Fabio Cannavaro, solleva il trofeo della Coppa del Mondo vinta dalla nazionale italiana nel 2006.

Il 24 giugno 2004 diviene il nuovo commissario tecnico della nazionale italiana, succedendo a Giovanni Trapattoni, reduce dal fallimentare campionato d'Europa 2004; Esordisce contro l'Islanda, perdendo 2-0 in amichevole. In seguito vince le prime due gare di qualificazione al mondiale, mentre in ottobre subisce un'altra sconfitta, per mano della Slovenia. A partire dall'incontro seguente, vinto per 4-3 con la Bielorussia, viene aperta una striscia di imbattibilità che prosegue per l'intero girone eliminatorio. Il 17 agosto 2005 festeggia il primo anno in panchina vincendo 2-1 in casa dell'Irlanda. L'8 ottobre successivo, battendo gli sloveni a dodici mesi dal rovescio incassato, ottiene la qualificazione alla fase finale con un turno di anticipo.
Al campionato del mondo 2006 giocato in Germania la squadra azzurra non parte con i favori del pronostico, ma partita dopo partita inizia a mostrare una notevole solidità difensiva (solo due i gol subiti in tutta la competizione, uno a causa di un autogol e l'altro su calcio di rigore) che la porta a laurearsi per la quarta volta campione del mondo, battendo in semifinale la Germania per 2-0, dopo i tempi supplementari, e in finale la Francia per 5-3 dopo i tiri di rigore.
Il 12 luglio 2006, tre giorni dopo la vittoria del titolo mondiale, lascia improvvisamente la panchina azzurra, ritenendo esaurito il suo ruolo; come rivelato anni dopo, in realtà si trattò di una decisione maturata da tempo per "proteggere" il figlio Davide, all'epoca indagato nel processo GEA. Viene sostituito nel ruolo di selezionatore da Roberto Donadoni, mentre nel dicembre dello stesso anno riceve la Panchina d'oro.

##### 2008-2010

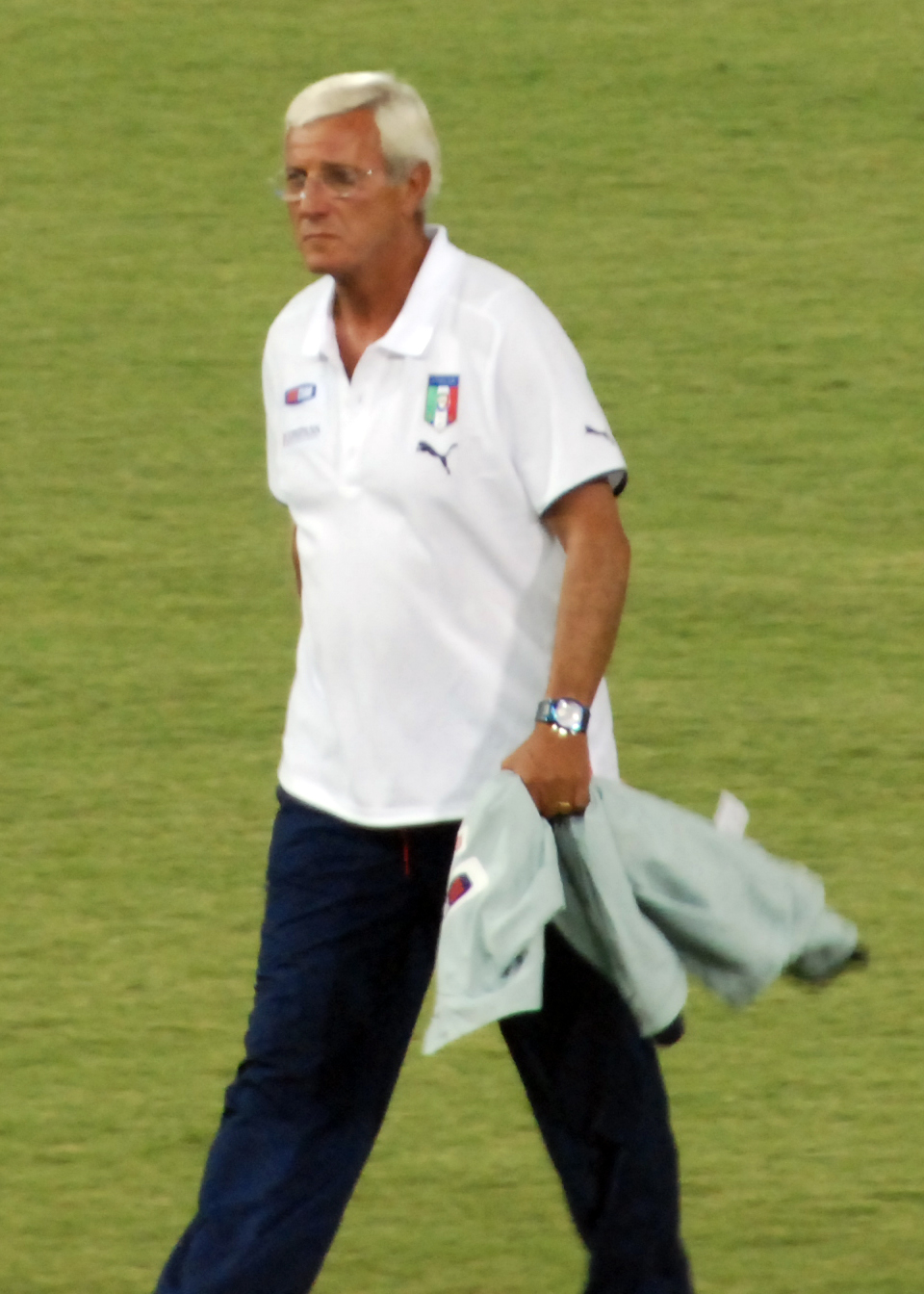
Lippi durante la gara Cipro-Italia (1-2) del 6 settembre 2008.

Dopo avere lasciato la nazionale, è commentatore di Sky Sport per l'edizione 2007-2008 della UEFA Champions League. Il 26 giugno 2008, in seguito all'esonero di Donadoni, riprende l'incarico di selezionatore. Il secondo esordio avviene il 20 agosto, pareggiando in rimonta con l'Austria. A distanza di tre mesi, il 19 novembre, un altro pareggio (1-1 con la Grecia) segna la 31ª uscita consecutiva senza sconfitte (serie aperta, appunto, nel 2004): viene così superato il primato di Vittorio Pozzo, imbattuto per 30 incontri – a differenza di Lippi, tutti in un unico ciclo – nel periodo 1935-1939 e con in mezzo, anche per lui, la vittoria del titolo mondiale. La striscia viene fermata il 10 febbraio 2009, quando gli azzurri cadono contro il Brasile per 2-0.
In giugno, la squadra partecipa alla Confederations Cup da campione mondiale: l'avventura finisce già al primo turno, complice un'altra sconfitta con i verdeoro. Conduce l'Italia a qualificarsi per il campionato del mondo 2010, nuovamente con un turno di anticipo (grazie al 2-2 contro l'Irlanda). In Sudafrica tuttavia la nazionale di Lippi delude molto, pareggiando le prime due gare con Paraguay e Nuova Zelanda e perdendo con la Slovacchia nella sfida decisiva, prestazione che la porta ad essere eliminata (oltretutto da campione uscente) al primo turno, cosa che non accadeva dall'edizione di Germania Ovest 1974. Il tecnico lascia la squadra alla naturale scadenza del contratto, venendo sostituito da Cesare Prandelli.

#### Guangzhou Evergrande
Il 17 maggio 2012 diventa allenatore del Guangzhou Evergrande, squadra della Chinese Super League, tornando su una panchina di club a otto anni di distanza.
Debutta sulla panchina della squadra all'11ª giornata di campionato, contro il Q. Zhongneng, con la squadra al comando della classifica che vince 1-0. Il 27 ottobre 2012, il Guangzhou Evergrande vince il secondo titolo di fila con un turno d'anticipo: decisivo il successo di misura sul Liaoning grazie al gol in extremis di Gao Lin al 1' di recupero. Il 18 novembre dello stesso anno si aggiudica la Coppa nazionale battendo 4-2 il Guizhou Renhe nella finale di ritorno, dopo l'1-1 dell'andata.

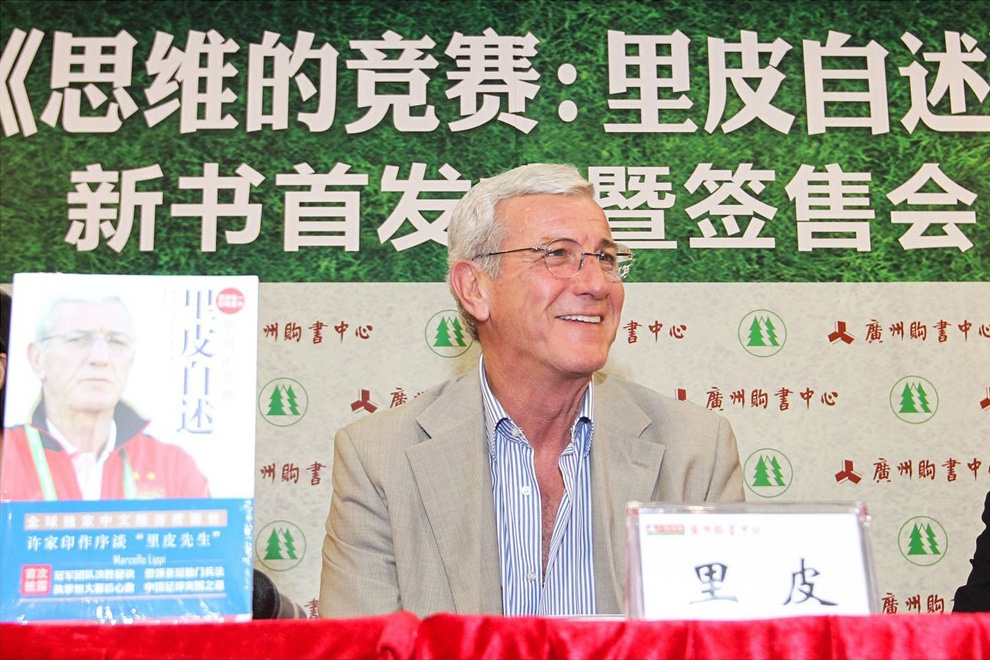
Lippi in Cina nel 2014

Il 9 novembre 2013 conquista l'AFC Champions League pareggiando in casa 1-1 col Seoul, dopo che all'andata aveva pareggiato 2-2 in Corea del Sud, diventando il primo allenatore al mondo ad avere vinto le massime competizioni confederali organizzate da almeno due confederazioni. Al mondiale per club disputato il mese seguente si piazza al quarto posto, dopo essere stato eliminato in semifinale dai tedeschi del Bayern Monaco e avere perso l'incontro per il terzo posto contro i brasiliani dell'Atlético Mineiro.
Nel febbraio 2014 perde 1-0 la Supercoppa di Cina contro il Guizhou Renhe: nell'occasione il tecnico non era andato in panchina, in segno di protesta contro la federcalcio cinese che non aveva concesso il rinvio della partita, nonostante il Guangzhou Evergrande fosse reduce dalla partecipazione al mondiale per club.
Sempre nel 2014 vince con la squadra il quarto titolo, il terzo consecutivo dopo quelli del 2012 e del 2013, riconfermandosi campione della Cina. Il 2 novembre dà l'addio dell'attività tecnica all'interno del club, assumendo il ruolo di direttore tecnico; il 26 febbraio 2015 lascia anche tale incarico.

#### Nazionale cinese

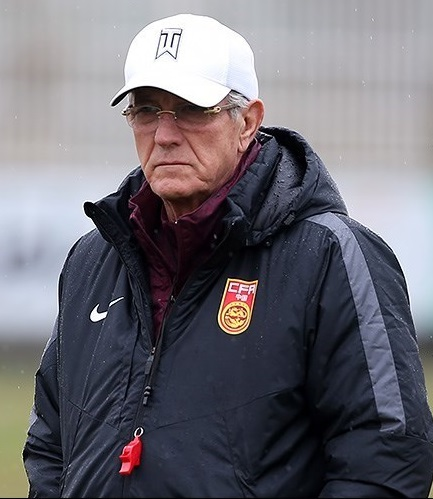
Lippi allenatore della nazionale cinese nel 2017

Il 22 ottobre 2016, sfumata la possibilità di diventare direttore tecnico della nazionale italiana (causa l'incompatibilità della carica con la professione di procuratore del figlio Davide), viene nominato commissario tecnico della nazionale cinese. Esordisce nel pareggio per 0-0 contro il Qatar valevole per la qualificazione al campionato del mondo 2018. Non riesce a qualificare la squadra alla fase finale del mondiale in Russia, non andando oltre il quinto posto nel proprio girone di terza fase; ottiene invece l'accesso alla fase finale della Coppa d'Asia 2019 negli Emirati Arabi Uniti, dove la Cina supera la prima fase a gironi e gli ottavi di finale. Il 24 gennaio 2019 cade ai quarti contro l'Iran perdendo per 3-0. Al termine della partita, come preannunciato qualche mese prima, lascia la guida della nazionale cinese dopo 31 partite, 12 vittorie, 8 pareggi e 11 sconfitte.
Il successivo 7 marzo, con la nomina di Fabio Cannavaro a CT, rimane nei quadri dirigenziali della federcalcio cinese nel ruolo di consigliere. Il 24 maggio 2019 torna a guidare la nazionale, subentrando al dimissionario Cannavaro e facendo il proprio nuovo esordio alla guida della squadra nell'amichevole vinta per 2-0 contro le Filippine. La sua seconda esperienza alla guida della Cina si rivela, però, breve: il 14 novembre 2019, dopo la sconfitta per 1-2 contro la Siria a Dubai nelle qualificazioni al campionato del mondo 2022, si dimette dall'incarico.
Il 22 ottobre 2020 annuncia il proprio ritiro da allenatore.

## Controversie

Il rapporto fra Lippi e Roberto Baggio ha vissuto vari screzi, nati alla Juventus e poi deflagrati all'Inter.

Nel libro Una porta nel cielo, Roberto Baggio ha più volte espresso la convinzione di essere stato trattato male, a suo parere ingiustamente, da Marcello Lippi: 
Probabilmente i problemi risalgono alla stagione 1994-1995, quando il Divin Codino iniziò a giocare di meno per via della concorrenza del giovane e promettente Alessandro Del Piero, che Lippi inseriva con frequenza in vista delle stagioni successive. Ancora più probabile sembra essere un'altra ipotesi: durante una delle loro prime esperienze lavorative assieme, Baggio e Lippi ebbero modo di scontrarsi perché l'allenatore chiese al suo atleta di "spiare" certi comportamenti (presumibilmente dentro e fuori dallo spogliatoio) dei compagni di squadra, richiesta a cui Baggio si oppose.
Un altro giocatore con cui Lippi non ha avuto buoni rapporti è stato il terzino Christian Panucci. I problemi tra i due risalivano ai tempi dell'Inter, quando il giocatore rifiutò l'ingresso in campo durante una partita di campionato. Lippi, una volta diventato commissario tecnico della nazionale, non convocò Panucci per il campionato del mondo 2006; nell'occasione Panucci chiamò in causa il palermitano Cristian Zaccardo, anche lui difensore laterale destro e titolare, sotto la gestione Lippi, in nazionale, dicendo chiaramente di non considerarlo a lui superiore.
In seguito Lippi è stato oggetto di polemiche anche per le mancate convocazioni in nazionale di Antonio Cassano.

## Statistiche

### Presenze e reti nei club
| Stagione         | Squadra          | Campionato       | Campionato | Campionato | Coppe nazionali | Coppe nazionali | Coppe nazionali | Coppe continentali | Coppe continentali | Coppe continentali | Altre coppe | Altre coppe | Altre coppe | Totale | Totale |
| Stagione         | Squadra          | Comp             | Pres       | Reti       | Comp            | Pres            | Reti            | Comp               | Pres               | Reti               | Comp        | Pres        | Reti        | Pres   | Reti   |
| ---------------- | ---------------- | ---------------- | ---------- | ---------- | --------------- | --------------- | --------------- | ------------------ | ------------------ | ------------------ | ----------- | ----------- | ----------- | ------ | ------ |
| 1969-1970        | Savona           | C                | 21         | 2          | -               | -               | -               | -                  | -                  | -                  | -           | -           | -           | 21     | 2      |
| 1970-1971        | Sampdoria        | A                | 28         | 1          | CI              | 1               | 0               | -                  | -                  | -                  | CdA+CAI     | ?           | ?           | 29+    | 1+     |
| 1971-1972        | Sampdoria        | A                | 29         | 1          | CI              | 4               | 0               | -                  | -                  | -                  | CAI         | ?           | ?           | 33+    | 1+     |
| 1972-1973        | Sampdoria        | A                | 18         | 0          | CI              | 4               | 0               | -                  | -                  | -                  | -           | -           | -           | 22     | 0      |
| 1973-1974        | Sampdoria        | A                | 24         | 1          | CI              | 4               | 1               | -                  | -                  | -                  | -           | -           | -           | 28     | 2      |
| 1974-1975        | Sampdoria        | A                | 29         | 0          | CI              | 3               | 0               | -                  | -                  | -                  | -           | -           | -           | 32     | 0      |
| 1975-1976        | Sampdoria        | A                | 13         | 1          | CI              | 8               | 0               | -                  | -                  | -                  | -           | -           | -           | 21     | 1      |
| 1976-1977        | Sampdoria        | A                | 30         | 1          | CI              | 3               | 0               | -                  | -                  | -                  | -           | -           | -           | 33     | 1      |
| 1977-1978        | Sampdoria        | B                | 35         | 1          | CI              | 3               | 0               | -                  | -                  | -                  | -           | -           | -           | 38     | 1      |
| 1978-1979        | Sampdoria        | B                | 32         | 1          | CI              | 4               | 0               | -                  | -                  | -                  | -           | -           | -           | 36     | 1      |
| Totale Sampdoria | Totale Sampdoria | Totale Sampdoria | 238        | 7          |                 | 34              | 1               |                    | -                  | -                  |             | ?           | ?           | 272+   | 8+     |
| 1979-1980        | Pistoiese        | B                | 29         | 0          | CI              | 4               | 0               | -                  | -                  | -                  | -           | -           | -           | 33     | 0      |
| 1980-1981        | Pistoiese        | A                | 16         | 0          | CI              | 4               | 0               | -                  | -                  | -                  | TC          | 0           | 0           | 20     | 0      |
| Totale Pistoiese | Totale Pistoiese | Totale Pistoiese | 45         | 0          |                 | 8               | 0               |                    | -                  | -                  |             | 0           | 0           | 53     | 0      |
| 1981-1982        | Lucchese         | C2               | 23         | 0          | CI-C            | ?               | ?               | -                  | -                  | -                  | -           | -           | -           | 23+    | 0+     |
| Totale carriera  | Totale carriera  | Totale carriera  | 327        | 9          |                 | 42+             | 1+              |                    | -                  | -                  |             | 0+          | 0+          | 369+   | 10+    |

### Statistiche da allenatore

#### Club
Statistiche aggiornate al 2 novembre 2014. In grassetto le competizioni vinte.
| Stagione                    | Squadra                     | Campionato                  | Campionato | Campionato | Campionato | Campionato | Coppe nazionali | Coppe nazionali | Coppe nazionali | Coppe nazionali | Coppe nazionali | Coppe continentali | Coppe continentali | Coppe continentali | Coppe continentali | Coppe continentali | Altre coppe | Altre coppe | Altre coppe | Altre coppe | Altre coppe | Totale | Totale | Totale | Totale | % Vittorie | Piazzamento |
| Stagione                    | Squadra                     | Comp                        | G          | V          | N          | P          | Comp            | G               | V               | N               | P               | Comp               | G                  | V                  | N                  | P                  | Comp        | G           | V           | N           | P           | G      | V      | N      | P      | %          | Piazzamento |
| --------------------------- | --------------------------- | --------------------------- | ---------- | ---------- | ---------- | ---------- | --------------- | --------------- | --------------- | --------------- | --------------- | ------------------ | ------------------ | ------------------ | ------------------ | ------------------ | ----------- | ----------- | ----------- | ----------- | ----------- | ------ | ------ | ------ | ------ | ---------- | ----------- |
| 1985-1986                   | Pontedera                   | C2                          | 34         | 10         | 17         | 7          | CI-C            | 6               | 2               | 1               | 3               | -                  | -                  | -                  | -                  | -                  | C-AI        | 2           | 1           | 0           | 1           | 42     | 13     | 18     | 11     | 30,95      | 6º          |
| 1986-gen. 1987              | Siena                       | C1                          | 17         | 4          | 6          | 7          | CI+CI-C         | 5+?             | 2+?             | 1+?             | 2+?             | -                  | -                  | -                  | -                  | -                  | -           | -           | -           | -           | -           | 22     | 6      | 7      | 9      | 27,27      | Eson.       |
| 1987-1988                   | Pistoiese                   | C2                          | 34         | 10         | 15         | 9          | CI-C            | 6               | 0               | 1               | 5               | -                  | -                  | -                  | -                  | -                  | -           | -           | -           | -           | -           | 40     | 10     | 16     | 14     | 25,00      | 8º          |
| 1988-1989                   | Carrarese                   | C1                          | 34         | 10         | 16         | 8          | CI-C            | 12              | 6               | 5               | 1               | -                  | -                  | -                  | -                  | -                  | -           | -           | -           | -           | -           | 46     | 16     | 21     | 9      | 34,78      | 7º          |
| 1989-1990                   | Cesena                      | A                           | 34         | 6          | 16         | 12         | CI              | 2               | 1               | 0               | 1               | -                  | -                  | -                  | -                  | -                  | -           | -           | -           | -           | -           | 36     | 7      | 16     | 13     | 19,44      | 12º         |
| 1990-gen. 1991              | Cesena                      | A                           | 17         | 2          | 5          | 10         | CI              | 2               | 1               | 0               | 1               | -                  | -                  | -                  | -                  | -                  | -           | -           | -           | -           | -           | 19     | 3      | 5      | 11     | 15,79      | Eson.       |
| Totale Cesena               | Totale Cesena               | Totale Cesena               | 51         | 8          | 21         | 22         |                 | 4               | 2               | 0               | 2               |                    | -                  | -                  | -                  | -                  |             | -           | -           | -           | -           | 55     | 10     | 21     | 24     | 18,18      |             |
| 1991-1992                   | Lucchese                    | B                           | 38         | 8          | 21         | 9          | CI              | 4               | 1               | 1               | 2               | -                  | -                  | -                  | -                  | -                  | -           | -           | -           | -           | -           | 42     | 9      | 22     | 11     | 21,43      | 8º          |
| 1992-1993                   | Atalanta                    | A                           | 34         | 14         | 8          | 12         | CI              | 2               | 0               | 0               | 2               | -                  | -                  | -                  | -                  | -                  | -           | -           | -           | -           | -           | 36     | 14     | 8      | 14     | 38,89      | 8º          |
| 1993-1994                   | Napoli                      | A                           | 34         | 12         | 12         | 10         | CI              | 2               | 0               | 1               | 1               | -                  | -                  | -                  | -                  | -                  | -           | -           | -           | -           | -           | 36     | 12     | 13     | 11     | 33,33      | 6º          |
| 1994-1995                   | Juventus                    | A                           | 34         | 23         | 4          | 7          | CI              | 10              | 7               | 1               | 2               | CU                 | 12                 | 8                  | 3                  | 1                  | -           | -           | -           | -           | -           | 56     | 38     | 8      | 10     | 67,86      | 1º          |
| 1995-1996                   | Juventus                    | A                           | 34         | 19         | 8          | 7          | CI              | 2               | 1               | 0               | 1               | UCL                | 11                 | 6                  | 2                  | 3                  | SI          | 1           | 1           | 0           | 0           | 48     | 27     | 10     | 11     | 56,25      | 2º          |
| 1996-1997                   | Juventus                    | A                           | 34         | 17         | 14         | 3          | CI              | 5               | 2               | 2               | 1               | UCL                | 11                 | 8                  | 2                  | 1                  | SU+CInt     | 2+1         | 2+1         | 0+0         | 0+0         | 53     | 30     | 18     | 5      | 56,60      | 1º          |
| 1997-1998                   | Juventus                    | A                           | 34         | 21         | 11         | 2          | CI              | 8               | 3               | 4               | 1               | UCL                | 11                 | 6                  | 1                  | 4                  | SI          | 1           | 1           | 0           | 0           | 54     | 31     | 16     | 7      | 57,41      | 1º          |
| 1998-feb. 1999              | Juventus                    | A                           | 20         | 7          | 6          | 7          | CI              | 6               | 3               | 2               | 1               | UCL                | 6                  | 1                  | 5                  | 0                  | SI          | 1           | 0           | 0           | 1           | 33     | 11     | 13     | 9      | 33,33      | Dimiss.     |
| 1999-2000                   | Inter                       | A                           | 34+1       | 17+1       | 7+0        | 10+0       | CI              | 8               | 4               | 2               | 2               | -                  | -                  | -                  | -                  | -                  | -           | -           | -           | -           | -           | 43     | 22     | 9      | 12     | 51,16      | 4º          |
| lug.-ott. 2000              | Inter                       | A                           | 1          | 0          | 0          | 1          | CI              | 2               | 1               | 1               | 0               | UCL+CU             | 2+2                | 0+2                | 1+0                | 1+0                | SI          | 1           | 0           | 0           | 1           | 8      | 3      | 2      | 3      | 37,50      | Eson.       |
| Totale Inter                | Totale Inter                | Totale Inter                | 35+1       | 17+1       | 7+0        | 11+0       |                 | 10              | 5               | 3               | 2               |                    | 4                  | 2                  | 1                  | 1                  |             | -           | -           | -           | -           | 50     | 25     | 11     | 14     | 50,00      |             |
| 2001-2002                   | Juventus                    | A                           | 34         | 20         | 11         | 3          | CI              | 8               | 5               | 1               | 2               | UCL                | 12                 | 5                  | 3                  | 4                  | -           | -           | -           | -           | -           | 54     | 30     | 15     | 9      | 55,56      | 1º          |
| 2002-2003                   | Juventus                    | A                           | 34         | 21         | 9          | 4          | CI              | 4               | 1               | 0               | 3               | UCL                | 17                 | 8                  | 4                  | 5                  | SI          | 1           | 1           | 0           | 0           | 56     | 31     | 13     | 12     | 55,36      | 1º          |
| 2003-2004                   | Juventus                    | A                           | 34         | 21         | 6          | 7          | CI              | 8               | 4               | 3               | 1               | UCL                | 8                  | 4                  | 1                  | 3                  | SI          | 1           | 0           | 1           | 0           | 51     | 29     | 11     | 11     | 56,86      | 3º          |
| Totale Juventus             | Totale Juventus             | Totale Juventus             | 258        | 149        | 69         | 40         |                 | 51              | 26              | 13              | 12              |                    | 88                 | 46                 | 21                 | 21                 |             | 8           | 6           | 1           | 1           | 405    | 227    | 104    | 74     | 56,05      |             |
| mag.-dic. 2012              | Guangzhou E.                | CSL                         | 20         | 10         | 6          | 4          | CdC             | 6               | 4               | 2               | 0               | ACL                | 3                  | 2                  | 0                  | 1                  | -           | -           | -           | -           | -           | 29     | 16     | 8      | 5      | 55,17      | Sub. 1º     |
| 2013                        | Guangzhou E.                | CSL                         | 30         | 24         | 5          | 1          | CdC             | 6               | 4               | 1               | 1               | ACL                | 14                 | 9                  | 4                  | 1                  | Cmc+SdC     | 3+1         | 1+0         | 0+0         | 2+1         | 54     | 38     | 10     | 6      | 70,37      | 1º          |
| 2014                        | Guangzhou E.                | CSL                         | 30         | 22         | 4          | 4          | CdC             | 2               | 1               | 0               | 1               | ACL                | 10                 | 5                  | 1                  | 4                  | SdC         | 1           | 0           | 0           | 1           | 43     | 28     | 5      | 10     | 65,12      | 1º          |
| Totale Guangzhou Evergrande | Totale Guangzhou Evergrande | Totale Guangzhou Evergrande | 80         | 56         | 15         | 9          |                 | 14              | 9               | 3               | 2               |                    | 27                 | 16                 | 5                  | 6                  |             | 5           | 1           | 0           | 4           | 126    | 82     | 23     | 21     | 65,08      |             |
| Totale carriera             | Totale carriera             | Totale carriera             | 650        | 299        | 207        | 144        |                 | 116             | 53              | 29              | 34              |                    | 119                | 64                 | 27                 | 28                 |             | 15          | 8           | 1           | 6           | 900    | 424    | 264    | 212    | 47,11      |             |

### Nazionale
Statistiche aggiornate al 14 novembre 2019.
| Squadra | Naz               | dal             | al               | Record | Record | Record | Record | Record | Record | Record | Record     |
| Squadra | Naz               | dal             | al               | G      | V      | N      | P      | GF     | GS     | DR     | % Vittorie |
| ------- | ----------------- | --------------- | ---------------- | ------ | ------ | ------ | ------ | ------ | ------ | ------ | ---------- |
| Italia  | Italia (bandiera) | 1º luglio 2004  | 12 luglio 2006   | 29     | 17     | 10     | 2      | 45     | 19     | +26    | 58,62      |
| Italia  | Italia (bandiera) | 1º luglio 2008  | 30 giugno 2010   | 27     | 11     | 11     | 5      | 38     | 28     | +10    | 40,74      |
| Cina    | Cina (bandiera)   | 22 ottobre 2016 | 25 gennaio 2019  | 30     | 10     | 9      | 11     | 39     | 44     | −5     | 33,33      |
| Cina    | Cina (bandiera)   | 24 maggio 2019  | 14 novembre 2019 | 6      | 4      | 1      | 1      | 16     | 2      | +14    | 66,67      |
| Totale  | Totale            | Totale          | Totale           | 92     | 42     | 31     | 19     | 138    | 93     | +45    | 45,65      |

#### Nazionale italiana nel dettaglio
| 2004                     | Italia                   | Qual. Mondiale 2006      | 1º nel Gruppo 5, qualificato                    | 4  | 3  | 0  | 1 | 75,00   | 7  | 5  | +2  |
| 2005                     | Italia                   | Qual. Mondiale 2006      | 1º nel Gruppo 5, qualificato                    | 6  | 4  | 2  | 0 | 66,67   | 10 | 3  | +7  |
| 2006                     | Italia                   | Mondiale 2006            | Vincitore                                       | 7  | 5  | 2  | 0 | 71,43   | 12 | 2  | +10 |
| Dal 2004 al 2006         | Italia                   | Amichevoli               |                                                 | 12 | 5  | 6  | 1 | 41,67   | 16 | 9  | +7  |
| Totale Italia 1º biennio | Totale Italia 1º biennio | Totale Italia 1º biennio | Totale Italia 1º biennio                        | 29 | 17 | 10 | 2 | 58,62   | 45 | 19 | +26 |
| 2008                     | Italia                   | Qual. Mondiale 2010      | 1º nel Gruppo 8, qualificato                    | 4  | 4  | 0  | 0 | 100,00& | 6  | 2  | +4  |
| 2009                     | Italia                   | Qual. Mondiale 2010      | 1º nel Gruppo 8, qualificato                    | 6  | 3  | 1  | 2 | 50,00   | 12 | 5  | +7  |
| Giu. 2009                | Italia                   | Confederations Cup 2009  | Eliminato nella fase a gironi (3º nel Gruppo B) | 3  | 1  | 0  | 2 | 33,33   | 3  | 5  | -2  |
| 2010                     | Italia                   | Mondiale 2010            | Eliminato nella fase a gironi (4º nel Gruppo F) | 3  | 0  | 2  | 1 | &0,00   | 4  | 5  | -1  |
| Dal 2008 al 2010         | Italia                   | Amichevoli               |                                                 | 11 | 3  | 6  | 2 | 27,27   | 13 | 11 | +2  |
| Totale Italia 2º biennio | Totale Italia 2º biennio | Totale Italia 2º biennio | Totale Italia 2º biennio                        | 27 | 11 | 11 | 5 | 40,74   | 38 | 28 | +10 |
| Totale Italia            | Totale Italia            | Totale Italia            | Totale Italia                                   | 56 | 28 | 21 | 7 | 50,00   | 83 | 47 | +36 |

#### Panchine da commissario tecnico della nazionale italiana
| Cronologia completa delle presenze e delle reti in nazionale ― Italia | Cronologia completa delle presenze e delle reti in nazionale ― Italia | Cronologia completa delle presenze e delle reti in nazionale ― Italia | Cronologia completa delle presenze e delle reti in nazionale ― Italia | Cronologia completa delle presenze e delle reti in nazionale ― Italia | Cronologia completa delle presenze e delle reti in nazionale ― Italia | Cronologia completa delle presenze e delle reti in nazionale ― Italia | Cronologia completa delle presenze e delle reti in nazionale ― Italia |
| Data                                                                  | Città                                                                 | In casa                                                               | Risultato                                                             | Ospiti                                                                | Competizione                                                          | Reti                                                                  | Note                                                                  |
| --------------------------------------------------------------------- | --------------------------------------------------------------------- | --------------------------------------------------------------------- | --------------------------------------------------------------------- | --------------------------------------------------------------------- | --------------------------------------------------------------------- | --------------------------------------------------------------------- | --------------------------------------------------------------------- |
| 18-8-2004                                                             | Reykjavík                                                             | Islanda                                                               | 2 – 0                                                                 | Italia                                                                | Amichevole                                                            | -                                                                     | Cap: A. Nesta                                                         |
| 4-9-2004                                                              | Palermo                                                               | Italia                                                                | 2 – 1                                                                 | Norvegia                                                              | Qual. Mondiali 2006                                                   | Daniele De Rossi Luca Toni                                            | Cap: A. Nesta                                                         |
| 8-9-2004                                                              | Chișinău                                                              | Moldavia                                                              | 0 – 1                                                                 | Italia                                                                | Qual. Mondiali 2006                                                   | Alessandro Del Piero                                                  | Cap: A. Del Piero                                                     |
| 9-10-2004                                                             | Celje                                                                 | Slovenia                                                              | 1 – 0                                                                 | Italia                                                                | Qual. Mondiali 2006                                                   | -                                                                     | Cap: F. Cannavaro                                                     |
| 13-10-2004                                                            | Parma                                                                 | Italia                                                                | 4 – 3                                                                 | Bielorussia                                                           | Qual. Mondiali 2006                                                   | 2 Francesco Totti (1 rig.) Daniele De Rossi Alberto Gilardino         | Cap: A. Nesta                                                         |
| 17-11-2004                                                            | Messina                                                               | Italia                                                                | 1 – 0                                                                 | Finlandia                                                             | Amichevole                                                            | Fabrizio Miccoli                                                      | Cap: M. Materazzi                                                     |
| 9-2-2005                                                              | Cagliari                                                              | Italia                                                                | 2 – 0                                                                 | Russia                                                                | Amichevole                                                            | Alberto Gilardino Simone Barone                                       | Cap: F. Cannavaro                                                     |
| 26-3-2005                                                             | Milano                                                                | Italia                                                                | 2 – 0                                                                 | Scozia                                                                | Qual. Mondiali 2006                                                   | 2 Andrea Pirlo                                                        | Cap: F. Cannavaro                                                     |
| 30-3-2005                                                             | Padova                                                                | Italia                                                                | 0 – 0                                                                 | Islanda                                                               | Amichevole                                                            | -                                                                     | Cap: M. Materazzi                                                     |
| 4-6-2005                                                              | Oslo                                                                  | Norvegia                                                              | 0 – 0                                                                 | Italia                                                                | Qual. Mondiali 2006                                                   | -                                                                     | Cap: F. Cannavaro                                                     |
| 8-6-2005                                                              | Toronto                                                               | Italia                                                                | 1 – 1                                                                 | Serbia e Montenegro                                                   | Amichevole                                                            | Cristiano Lucarelli                                                   | Cap: A. Peruzzi                                                       |
| 11-6-2005                                                             | New York                                                              | Italia                                                                | 1 – 1                                                                 | Ecuador                                                               | Amichevole                                                            | Luca Toni                                                             | Cap: L. Toni                                                          |
| 17-8-2005                                                             | Dublino                                                               | Irlanda                                                               | 1 – 2                                                                 | Italia                                                                | Amichevole                                                            | Alberto Gilardino Andrea Pirlo                                        | Cap: F. Cannavaro                                                     |
| 3-9-2005                                                              | Glasgow                                                               | Scozia                                                                | 1 – 1                                                                 | Italia                                                                | Qual. Mondiali 2006                                                   | Fabio Grosso                                                          | Cap: F. Cannavaro                                                     |
| 7-9-2005                                                              | Minsk                                                                 | Bielorussia                                                           | 1 – 4                                                                 | Italia                                                                | Qual. Mondiali 2006                                                   | 3 Luca Toni Mauro Camoranesi                                          | Cap: F. Cannavaro                                                     |
| 8-10-2005                                                             | Palermo                                                               | Italia                                                                | 1 – 0                                                                 | Slovenia                                                              | Qual. Mondiali 2006                                                   | Cristian Zaccardo                                                     | Cap: F. Cannavaro                                                     |
| 12-10-2005                                                            | Lecce                                                                 | Italia                                                                | 2 – 1                                                                 | Moldavia                                                              | Qual. Mondiali 2006                                                   | Christian Vieri Alberto Gilardino                                     | Cap: A. Del Piero                                                     |
| 12-11-2005                                                            | Amsterdam                                                             | Paesi Bassi                                                           | 1 – 3                                                                 | Italia                                                                | Amichevole                                                            | Alberto Gilardino Mauro Camoranesi Luca Toni                          | Cap: F. Cannavaro                                                     |
| 16-11-2005                                                            | Ginevra                                                               | Italia                                                                | 1 – 1                                                                 | Costa d'Avorio                                                        | Amichevole                                                            | Aimo Diana                                                            | Cap: A. Del Piero                                                     |
| 1-3-2006                                                              | Firenze                                                               | Italia                                                                | 4 – 1                                                                 | Germania                                                              | Amichevole                                                            | Alberto Gilardino Luca Toni Daniele De Rossi Alessandro Del Piero     | Cap: F. Cannavaro                                                     |
| 31-5-2006                                                             | Ginevra                                                               | Svizzera                                                              | 1 – 1                                                                 | Italia                                                                | Amichevole                                                            | Alberto Gilardino                                                     | Cap: F. Cannavaro                                                     |
| 2-6-2006                                                              | Losanna                                                               | Italia                                                                | 0 – 0                                                                 | Ucraina                                                               | Amichevole                                                            | -                                                                     | Cap: F. Cannavaro                                                     |
| 12-6-2006                                                             | Hannover                                                              | Italia                                                                | 2 – 0                                                                 | Ghana                                                                 | Mondiali 2006 - 1º turno                                              | Vincenzo Iaquinta Andrea Pirlo                                        | Cap: F. Cannavaro                                                     |
| 17-6-2006                                                             | Kaiserslautern                                                        | Italia                                                                | 1 – 1                                                                 | Stati Uniti                                                           | Mondiali 2006 - 1º turno                                              | Alberto Gilardino                                                     | Cap: F. Cannavaro                                                     |
| 22-6-2006                                                             | Amburgo                                                               | Rep. Ceca                                                             | 0 – 2                                                                 | Italia                                                                | Mondiali 2006 - 1º turno                                              | Filippo Inzaghi Marco Materazzi                                       | Cap: F. Cannavaro                                                     |
| 26-6-2006                                                             | Kaiserslautern                                                        | Italia                                                                | 1 – 0                                                                 | Australia                                                             | Mondiali 2006 - Ottavi di finale                                      | Francesco Totti (rig.)                                                | Cap: F. Cannavaro                                                     |
| 30-6-2006                                                             | Amburgo                                                               | Italia                                                                | 3 – 0                                                                 | Ucraina                                                               | Mondiali 2006 - Quarti di finale                                      | 2 Luca Toni Gianluca Zambrotta                                        | Cap: F. Cannavaro                                                     |
| 4-7-2006                                                              | Dortmund                                                              | Germania                                                              | 0 – 2 dts                                                             | Italia                                                                | Mondiali 2006 - Semifinale                                            | Fabio Grosso Alessandro Del Piero                                     | Cap: F. Cannavaro                                                     |
| 9-7-2006                                                              | Berlino                                                               | Italia                                                                | 1 – 1 dts (5-3 dtr)                                                   | Francia                                                               | Mondiali 2006 - Finale                                                | Marco Materazzi                                                       | Cap: F. Cannavaro 4º titolo mondiale                                  |
| 20-8-2008                                                             | Nizza                                                                 | Italia                                                                | 2 – 2                                                                 | Austria                                                               | Amichevole                                                            | Alberto Gilardino autorete                                            | Cap: A. Del Piero                                                     |
| 6-9-2008                                                              | Larnaca                                                               | Cipro                                                                 | 1 – 2                                                                 | Italia                                                                | Qual. Mondiali 2010                                                   | 2 Antonio Di Natale                                                   | Cap: F. Cannavaro                                                     |
| 10-9-2008                                                             | Udine                                                                 | Italia                                                                | 2 – 0                                                                 | Georgia                                                               | Qual. Mondiali 2010                                                   | 2 Daniele De Rossi                                                    | Cap: F. Cannavaro                                                     |
| 11-10-2008                                                            | Sofia                                                                 | Bulgaria                                                              | 0 – 0                                                                 | Italia                                                                | Qual. Mondiali 2010                                                   | -                                                                     | Cap: F. Cannavaro                                                     |
| 15-10-2008                                                            | Lecce                                                                 | Italia                                                                | 2 – 1                                                                 | Montenegro                                                            | Qual. Mondiali 2010                                                   | 2 Alberto Aquilani                                                    | Cap: F. Cannavaro                                                     |
| 19-11-2008                                                            | Atene                                                                 | Grecia                                                                | 1 – 1                                                                 | Italia                                                                | Amichevole                                                            | Luca Toni                                                             | Cap: F. Cannavaro                                                     |
| 10-2-2009                                                             | Londra                                                                | Brasile                                                               | 2 – 0                                                                 | Italia                                                                | Amichevole                                                            | -                                                                     | Cap: F. Cannavaro                                                     |
| 28-3-2009                                                             | Podgorica                                                             | Montenegro                                                            | 0 – 2                                                                 | Italia                                                                | Qual. Mondiali 2010                                                   | Andrea Pirlo (rig.) Giampaolo Pazzini                                 | Cap: F. Cannavaro                                                     |
| 1-4-2009                                                              | Bari                                                                  | Italia                                                                | 1 – 1                                                                 | Irlanda                                                               | Qual. Mondiali 2010                                                   | Vincenzo Iaquinta                                                     | Cap: F. Cannavaro                                                     |
| 6-6-2009                                                              | Pisa                                                                  | Italia                                                                | 3 – 0                                                                 | Irlanda del Nord                                                      | Amichevole                                                            | Giuseppe Rossi Pasquale Foggia Sergio Pellissier                      | Cap: G. Gattuso                                                       |
| 10-6-2009                                                             | Pretoria                                                              | Italia                                                                | 4 – 3                                                                 | Nuova Zelanda                                                         | Amichevole                                                            | 2 Alberto Gilardino 2 Vincenzo Iaquinta                               | Cap: G. Gattuso                                                       |
| 15-6-2009                                                             | Pretoria                                                              | Stati Uniti                                                           | 1 – 3                                                                 | Italia                                                                | Conf. Cup 2009 - 1º turno                                             | 2 Giuseppe Rossi Daniele De Rossi                                     | Cap: G. Buffon                                                        |
| 18-6-2009                                                             | Johannesburg                                                          | Egitto                                                                | 1 – 0                                                                 | Italia                                                                | Conf. Cup 2009 - 1º turno                                             | -                                                                     | Cap: F. Cannavaro                                                     |
| 21-6-2009                                                             | Pretoria                                                              | Italia                                                                | 0 – 3                                                                 | Brasile                                                               | Conf. Cup 2009 - 1º turno                                             | -                                                                     | Cap: F. Cannavaro                                                     |
| 12-8-2009                                                             | Basilea                                                               | Svizzera                                                              | 0 – 0                                                                 | Italia                                                                | Amichevole                                                            | -                                                                     | Cap: F. Cannavaro                                                     |
| 5-9-2009                                                              | Tbilisi                                                               | Georgia                                                               | 0 – 2                                                                 | Italia                                                                | Qual. Mondiali 2010                                                   | 2 autoreti                                                            | Cap: F. Cannavaro                                                     |
| 9-9-2009                                                              | Torino                                                                | Italia                                                                | 2 – 0                                                                 | Bulgaria                                                              | Qual. Mondiali 2010                                                   | Fabio Grosso Vincenzo Iaquinta                                        | Cap: F. Cannavaro                                                     |
| 10-10-2009                                                            | Dublino                                                               | Irlanda                                                               | 2 – 2                                                                 | Italia                                                                | Qual. Mondiali 2010                                                   | Mauro Germán Camoranesi Alberto Gilardino                             | Cap: G. Buffon                                                        |
| 14-10-2009                                                            | Parma                                                                 | Italia                                                                | 3 – 2                                                                 | Cipro                                                                 | Qual. Mondiali 2010                                                   | 3 Alberto Gilardino                                                   | Cap: F. Cannavaro                                                     |
| 14-11-2009                                                            | Pescara                                                               | Italia                                                                | 0 – 0                                                                 | Paesi Bassi                                                           | Amichevole                                                            | -                                                                     | Cap: F. Cannavaro                                                     |
| 18-11-2009                                                            | Cesena                                                                | Italia                                                                | 1 – 0                                                                 | Svezia                                                                | Amichevole                                                            | Giorgio Chiellini                                                     | Cap: A. Di Natale                                                     |
| 3-3-2010                                                              | Monte Carlo                                                           | Italia                                                                | 0 – 0                                                                 | Camerun                                                               | Amichevole                                                            | -                                                                     | Cap: F. Cannavaro                                                     |
| 3-6-2010                                                              | Bruxelles                                                             | Italia                                                                | 1 – 2                                                                 | Messico                                                               | Amichevole                                                            | Leonardo Bonucci                                                      | Cap: F. Cannavaro                                                     |
| 5-6-2010                                                              | Ginevra                                                               | Svizzera                                                              | 1 – 1                                                                 | Italia                                                                | Amichevole                                                            | Fabio Quagliarella                                                    | Cap: G.Zambrotta                                                      |
| 14-6-2010                                                             | Città del Capo                                                        | Italia                                                                | 1 – 1                                                                 | Paraguay                                                              | Mondiali 2010 - 1º turno                                              | Daniele De Rossi                                                      | Cap: F. Cannavaro                                                     |
| 20-6-2010                                                             | Nelspruit                                                             | Italia                                                                | 1 – 1                                                                 | Nuova Zelanda                                                         | Mondiali 2010 - 1º turno                                              | Vincenzo Iaquinta (rig.)                                              | Cap: F. Cannavaro                                                     |
| 24-6-2010                                                             | Johannesburg                                                          | Slovacchia                                                            | 3 – 2                                                                 | Italia                                                                | Mondiali 2010 - 1º turno                                              | Antonio Di Natale Fabio Quagliarella                                  | Cap: F. Cannavaro                                                     |
| Totale                                                                |                                                                       | Presenze                                                              | 56                                                                    |                                                                       | Reti                                                                  | 85                                                                    |                                                                       |

#### Nazionale cinese nel dettaglio
Statistiche aggiornate all'11 giugno 2019.
| 2016-2017              | Cina                   | Qual. Mondiale 2018    | 5º nel Girone B, non qualificato | 6  | 3  | 2  | 1  | 50,00   | 6  | 4  | +2  |
| 2016-2017              | Cina                   | Coppa Asia Or. 2017    | 3º                               | 3  | 0  | 2  | 1  | &0,00   | 4  | 5  | -1  |
| 2018                   | Cina                   | China Cup 2018         | 4º                               | 2  | 0  | 0  | 2  | &0,00   | 1  | 10 | -9  |
| 2019                   | Cina                   | Coppa d'Asia 2019      | Quarti di finale                 | 5  | 3  | 0  | 2  | 60,00   | 7  | 7  | 0   |
| Dal 2016 al 2019       | Cina                   | Amichevoli             |                                  | 14 | 4  | 5  | 5  | 28,57   | 17 | 15 | +2  |
| Totale Cina 1º mandato | Totale Cina 1º mandato | Totale Cina 1º mandato | Totale Cina 1º mandato           | 30 | 10 | 9  | 11 | 33,33   | 35 | 41 | -6  |
| 2019                   | Cina                   | Qual. Mondiale 2022    | Dimissionario durante la fase    | 4  | 2  | 1  | 1  | 50,00   | 13 | 2  | +11 |
| 2019                   | Cina                   | Amichevoli             |                                  | 2  | 2  | 0  | 0  | 100,00& | 3  | 0  | +3  |
| Totale Cina 2º mandato | Totale Cina 2º mandato | Totale Cina 2º mandato | Totale Cina 2º mandato           | 6  | 4  | 1  | 1  | 66,67   | 16 | 2  | +14 |
| Totale Cina            | Totale Cina            | Totale Cina            | Totale Cina                      | 36 | 14 | 10 | 12 | 38,89   | 51 | 43 | +8  |

#### Panchine da commissario tecnico della nazionale cinese
| Cronologia completa delle presenze e delle reti in nazionale ― Cina | Cronologia completa delle presenze e delle reti in nazionale ― Cina | Cronologia completa delle presenze e delle reti in nazionale ― Cina | Cronologia completa delle presenze e delle reti in nazionale ― Cina | Cronologia completa delle presenze e delle reti in nazionale ― Cina | Cronologia completa delle presenze e delle reti in nazionale ― Cina | Cronologia completa delle presenze e delle reti in nazionale ― Cina           | Cronologia completa delle presenze e delle reti in nazionale ― Cina |
| Data                                                                | Città                                                               | In casa                                                             | Risultato                                                           | Ospiti                                                              | Competizione                                                        | Reti                                                                          | Note                                                                |
| ------------------------------------------------------------------- | ------------------------------------------------------------------- | ------------------------------------------------------------------- | ------------------------------------------------------------------- | ------------------------------------------------------------------- | ------------------------------------------------------------------- | ----------------------------------------------------------------------------- | ------------------------------------------------------------------- |
| 15-11-2016                                                          | Kunming                                                             | Cina                                                                | 0 – 0                                                               | Qatar                                                               | Qual. Mondiali 2018                                                 | -                                                                             | Cap: Z. Zhi                                                         |
| 10-1-2017                                                           | Nanning                                                             | Cina                                                                | 0 – 2                                                               | Islanda                                                             | Amichevole                                                          | -                                                                             | Cap: H. Cai                                                         |
| 14-1-2017                                                           | Nanning                                                             | Cina                                                                | 1 – 1                                                               | Croazia                                                             | Amichevole                                                          | Wang Jingbin                                                                  | Cap: H. Cai                                                         |
| 23-3-2017                                                           | Changsha                                                            | Cina                                                                | 1 – 0                                                               | Corea del Sud                                                       | Qual. Mondiali 2018                                                 | Dabao Yu                                                                      | Cap: Z. Zhi                                                         |
| 28-3-2017                                                           | Tehran                                                              | Iran                                                                | 1 – 0                                                               | Cina                                                                | Qual. Mondiali 2018                                                 | -                                                                             | Cap: Z. Zhi                                                         |
| 7-6-2017                                                            | Guangzhou                                                           | Cina                                                                | 8 – 1                                                               | Filippine                                                           | Amichevole                                                          | Hang Ren Xiao Zhi Hanchao Yu Yongpo Wang Yin Hongbo Xizhe Zhang 2 Deng Hanwen | Cap: J. Hao                                                         |
| 13-6-2017                                                           | Malacca                                                             | Siria                                                               | 2 – 2                                                               | Cina                                                                | Qual. Mondiali 2018                                                 | Lin Gao (rig.) Wu Xi                                                          | Cap: X. Feng                                                        |
| 31-8-2017                                                           | Wuhan                                                               | Cina                                                                | 1 – 0                                                               | Uzbekistan                                                          | Qual. Mondiali 2018                                                 | Lin Gao (rig.)                                                                | Cap: Z. Zhi                                                         |
| 5-9-2017                                                            | Doha                                                                | Qatar                                                               | 1 – 2                                                               | Cina                                                                | Qual. Mondiali 2018                                                 | Xiao Zhi Wu Lei                                                               | Cap: Z. Zhi                                                         |
| 10-11-2017                                                          | Guangzhou                                                           | Cina                                                                | 0 – 2                                                               | Serbia                                                              | Amichevole                                                          | -                                                                             | Cap: X. Feng                                                        |
| 14-11-2017                                                          | Chongqing                                                           | Cina                                                                | 0 – 4                                                               | Colombia                                                            | Amichevole                                                          | -                                                                             | Cap: X. Feng                                                        |
| 9-12-2017                                                           | Tokyo                                                               | Corea del Sud                                                       | 2 – 2                                                               | Cina                                                                | Coppa dell'Asia orientale 2017                                      | Shihao Wei Dabao Yu                                                           | Cap: X. Zhao                                                        |
| 12-12-2017                                                          | Tokyo                                                               | Giappone                                                            | 2 – 1                                                               | Cina                                                                | Coppa dell'Asia orientale 2017                                      | Dabao Yu (rig.)                                                               | Cap: D. Yu                                                          |
| 16-12-2017                                                          | Nanjing                                                             | Cina                                                                | 1 – 1                                                               | Corea del Nord                                                      | Coppa dell'Asia orientale 2017                                      | Shihao Wei                                                                    | Cap: X. Zhao                                                        |
| 22-3-2018                                                           | Nanning                                                             | Cina                                                                | 0 – 6                                                               | Galles                                                              | Cina Cup 2018 - Semifinale                                          | -                                                                             | Cap: X. Feng                                                        |
| 26-3-2018                                                           | Nanjing                                                             | Cina                                                                | 1 – 4                                                               | Rep. Ceca                                                           | Cina Cup 2018 - Finale 3º-4º posto                                  | Fan Xiaodong                                                                  | Cap: X. Zhao                                                        |
| 26-5-2018                                                           | Nanjing                                                             | Cina                                                                | 1 – 0                                                               | Birmania                                                            | Amichevole                                                          | Wu Lei                                                                        | Cap: Z. Zhi                                                         |
| 2-6-2018                                                            | Bangkok                                                             | Thailandia                                                          | 0 – 2                                                               | Cina                                                                | Amichevole                                                          | 2 Wu Lei                                                                      | Cap: Z. Zhi                                                         |
| 7-9-2018                                                            | Doha                                                                | Qatar                                                               | 1 – 0                                                               | Cina                                                                | Amichevole                                                          | -                                                                             | Cap: Z. Zhi                                                         |
| 10-9-2018                                                           | Manama                                                              | Bahrein                                                             | 0 – 0                                                               | Cina                                                                | Amichevole                                                          | -                                                                             | Cap: X. Feng                                                        |
| 13-10-2018                                                          | Suzhou                                                              | Cina                                                                | 0 – 0                                                               | India                                                               | Amichevole                                                          | -                                                                             | Cap: X. Feng                                                        |
| 16-10-2018                                                          | Nanjing                                                             | Cina                                                                | 2 – 0                                                               | Siria                                                               | Amichevole                                                          | Lin Gao Wu Lei (rig.)                                                         | Cap: X. Feng                                                        |
| 20-11-2018                                                          | Nanjing                                                             | Cina                                                                | 1 – 1                                                               | Palestina                                                           | Amichevole                                                          | Xiaoting Feng                                                                 | Cap: X. Feng                                                        |
| 24-12-2018                                                          | Doha                                                                | Iraq                                                                | 2 – 1                                                               | Cina                                                                | Amichevole                                                          | Wu Lei (rig.)                                                                 | Cap: X. Feng                                                        |
| 28-12-2018                                                          | Doha                                                                | Giordania                                                           | 1 – 1                                                               | Cina                                                                | Amichevole                                                          | Wu Xi                                                                         | Cap: L. Gao                                                         |
| 7-1-2019                                                            | Al Ain                                                              | Cina                                                                | 2 – 1                                                               | Kirghizistan                                                        | Coppa d'Asia 2019 - 1º turno                                        | autorete Dabao Yu                                                             | Cap: X. Feng                                                        |
| 11-1-2019                                                           | Abu Dhabi                                                           | Filippine                                                           | 0 – 3                                                               | Cina                                                                | Coppa d'Asia 2019 - 1º turno                                        | 2 Wu Lei Dabao Yu                                                             | Cap: Z. Zhi                                                         |
| 16-1-2019                                                           | Abu Dhabi                                                           | Corea del Sud                                                       | 2 – 0                                                               | Cina                                                                | Coppa d'Asia 2019 - 1º turno                                        | -                                                                             | Cap: Z. Zhi                                                         |
| 20-1-2019                                                           | Al Ain                                                              | Thailandia                                                          | 1 – 2                                                               | Cina                                                                | Coppa d'Asia 2019 - Ottavi di finale                                | Xiao Zhi Gao Lin (rig.)                                                       | Cap: Z. Zhi                                                         |
| 24-1-2019                                                           | Abu Dhabi                                                           | Cina                                                                | 0 – 3                                                               | Iran                                                                | Coppa d'Asia 2019 - Quarti di finale                                | -                                                                             | Cap: Z. Zhi                                                         |
| 7-6-2019                                                            | Guangzhou                                                           | Cina                                                                | 2 – 0                                                               | Filippine                                                           | Amichevole                                                          | Wu Xi Zhang Xizhe                                                             | Cap:W. Xi                                                           |
| 11-6-2019                                                           | Guangzhou                                                           | Cina                                                                | 1 – 0                                                               | Tagikistan                                                          | Amichevole                                                          | Yang Xu                                                                       | Cap: J. Hao                                                         |
| 10-9-2019                                                           | Male                                                                | Maldive                                                             | 0 – 5                                                               | Cina                                                                | Qual. Mondiali 2022                                                 | Wu Xi Wu Lei Yang Xu (rig.) 2 Elkeson 1 (rig.)                                | Cap: J. Hao                                                         |
| 10-10-2019                                                          | Canton                                                              | Cina                                                                | 7 – 0                                                               | Guam                                                                | Qual. Mondiali 2022                                                 | 4 Yang Xu Wu Lei Wu Xi Elkeson                                                | Cap: J. Hao                                                         |
| 15-10-2019                                                          | Bacolod                                                             | Filippine                                                           | 0 – 0                                                               | Cina                                                                | Qual. Mondiali 2022                                                 | -                                                                             | Cap: J. Hao                                                         |
| 14-11-2019                                                          | Dubai                                                               | Siria                                                               | 2 – 1                                                               | Cina                                                                | Qual. Mondiali 2022                                                 | Wu Lei                                                                        | Cap: J. Hao                                                         |
| Totale                                                              |                                                                     | Presenze                                                            | 36                                                                  |                                                                     | Reti                                                                | 51                                                                            |                                                                     |

## Palmarès

### Allenatore

#### Club

##### Competizioni nazionali
- Campionato italiano: 5

Juventus: 1994-1995, 1996-1997, 1997-1998, 2001-2002, 2002-2003
- Coppa Italia: 1

Juventus: 1994-1995
- Supercoppa italiana: 4

Juventus: 1995, 1997, 2002, 2003
- Chinese Super League: 3

Guangzhou Evergrande: 2012, 2013, 2014
- Coppa della Cina: 1

Guangzhou Evergrande: 2012

##### Competizioni internazionali
- UEFA Champions League: 1

Juventus: 1995-1996
- Coppa Intercontinentale: 1

Juventus: 1996
- Supercoppa UEFA: 1

Juventus: 1996
- AFC Champions League: 1

Guangzhou Evergrande: 2013

#### Nazionale
- Campionato mondiale: 1

Italia: Germania 2006

#### Individuale
- Panchina d'oro: 2

1994-95, 1995-96
- Allenatore europeo dell'anno El País: 3[95]

1996, 1997, 1998
- Miglior allenatore dell'anno IFFHS: 2

1996, 1998
- Premio Onze al miglior allenatore europeo dell'anno: 1

1997
- Oscar del calcio AIC: 3

Migliore allenatore: 1997, 1998, 2003
- Allenatore dell'anno UEFA: 1

1998
- Premio Sportilia: 1

2005
- Allenatore dell'anno World Soccer: 1

2006
- Commissario tecnico dell'anno IFFHS: 1

2006
- Premio Panchina d'oro speciale: 1

2006
- Premio Gianni Brera allo sportivo dell'anno: 1

2006
- Premio nazionale Andrea Fortunato nella categoria Allenatore[96]

2009
- Inserito nella Hall of fame del calcio italiano nella categoria Allenatore italiano

2011
- Premio Bulgarelli al miglior allenatore del decennio 1995-2005

2014
- Globe Soccer Awards: 1

Premio alla carriera per allenatori: 2017
- Inserito tra le Leggende del calcio del Golden Foot

2018
- Premio Nazionale Alessandro Mazzinghi per meriti sportivi

2023
- Gazzetta Sports Awards: 1

Categoria Legend: 2024